# Saab 105
Issu d'un projet de jet civil, le Saab 105 est un avion d'entraînement militaire conçu et construit par la Suède dans les années 1960. Biplace et biréacteur, Il dispose de capacités d'attaque au sol et a été construit à 190 exemplaires, dont 40 exportés en Autriche. Il est en service de 1966 a 2024 dans l'armée de l'air suédoise.

## Historique
En 1960, l'armée suédoise émet un appel d'offres pour un avion d'entraînement capable de missions d'attaque au sol. La société Saab propose le modèle 105, dérivé de projets de développement d'un jet civil qui n'ont pas abouti. Après avoir évalué les concurrents étrangers (BAC Jet Provost, Fouga Magister, etc.), la Suède signe fin 1961 un contrat avec SAAB prévoyant une centaine d'exemplaires de série. Deux prototypes furent produits : Ils volèrent respectivement le 29 juin 1963 et le 17 juin 1964, étaient équipés de deux turboréacteurs français Turbomeca Aubisque de 745 kgp (désignés RM9 par la Suède).
Le premier avion de série vola le 27 août 1965. Un total de 150 appareils furent livrés à l'armée de l'air suédoise entre 1966 et 1969, en trois versions différentes : 
- le Sk 60A d'entraînement (non armé) ;
- le Sk 60B capable de missions d'attaque avec 6 points d'emports sous les ailes ;
- le Sk 60C équipé de caméras de reconnaissances.

Dans les années 1970, 10 avions furent modifiés en Sk 60D de liaison, capable de transporter 4 personnes (pilote compris). Un programme similaire fut désigné Sk 60E mais comportait en plus une avionique civile, notamment un ILS, et fut utilisé pour la reconversion de pilotes militaires en pilotes de ligne civils.
Une version désignée 105XT destinée à l'export fit son premier vol le 29 avril 1967. Cette version était équipée de réacteur General Electric J85-GE-17B de 1 293 kgp, d'une aile renforcée, et était capable de tirer le missile air-air AIM-9 Sidewinder. L'Autriche passa commande de 40 exemplaires sous la désignation 105ÖE, qui furent livrés entre 1970 et 1972. Ces avions pouvaient emporter une nacelle équipée de caméras pour les missions de reconnaissances, ou des roquettes pour les missions d'attaque.
En 1993, la Suède signa un contrat visant à remotoriser ses appareils avec des réacteurs Williams Rolls-Royce FJ44 de 861 kgp, avec une FADEC. Le premier appareil ainsi motorisé vola en août 1995, et un total de 115 SK 60A/B/C furent modifiés dans la seconde moitié des années 1990. De leur côté, les Sk 60D et E furent réformés.
En 2009, la Suède signa un contrat visant à équiper ses avions d'un poste de pilotage modernisé (plus proche de celui équipant le Saab JAS 39 Gripen) et d'un GPS. Le programme doit concerner tous les Saab 105 encore en service (environ 100 avions) et leur permettre de rester en service jusqu'en 2017.
Ils sont finalement retirés du service officiellement le 18 juin 2023 alors que 25 sont en ligne à cette date. Paradoxalement, le 25 juin 2024, six avions au moins volent encore dans le sud de la Suède.

## Caractéristiques
Le Saab 105 est un avion biréacteur à ailes hautes et cockpit biplace côte-à-côte. Il est doté d'ailes en flèche à 12,5° et d'un dièdre négatif à 6° et d'un train d'atterrissage tricycle.
Son empennage est quant à lui en T.

### Avionique
Côté équipement, il est doté :
- d'une radio VHF et UHF
- d'un système VOR/ILS
- d'un radiocompas (ADF = Automatic Direction Finder)
- d'un transpondeur
- d'un radio-transpondeur (DME = Distance Measuring Equipment)

### Armement
Le Saab 105 dispose de trois points d'emport sous chaque aile. Ils peuvent être équipés de bombes, dont des bombes incendiaires et au napalm, des roquettes, ainsi que des miniguns ou des pods de reconnaissance.

## Versions
- SK60A - Biplace d'entraînement

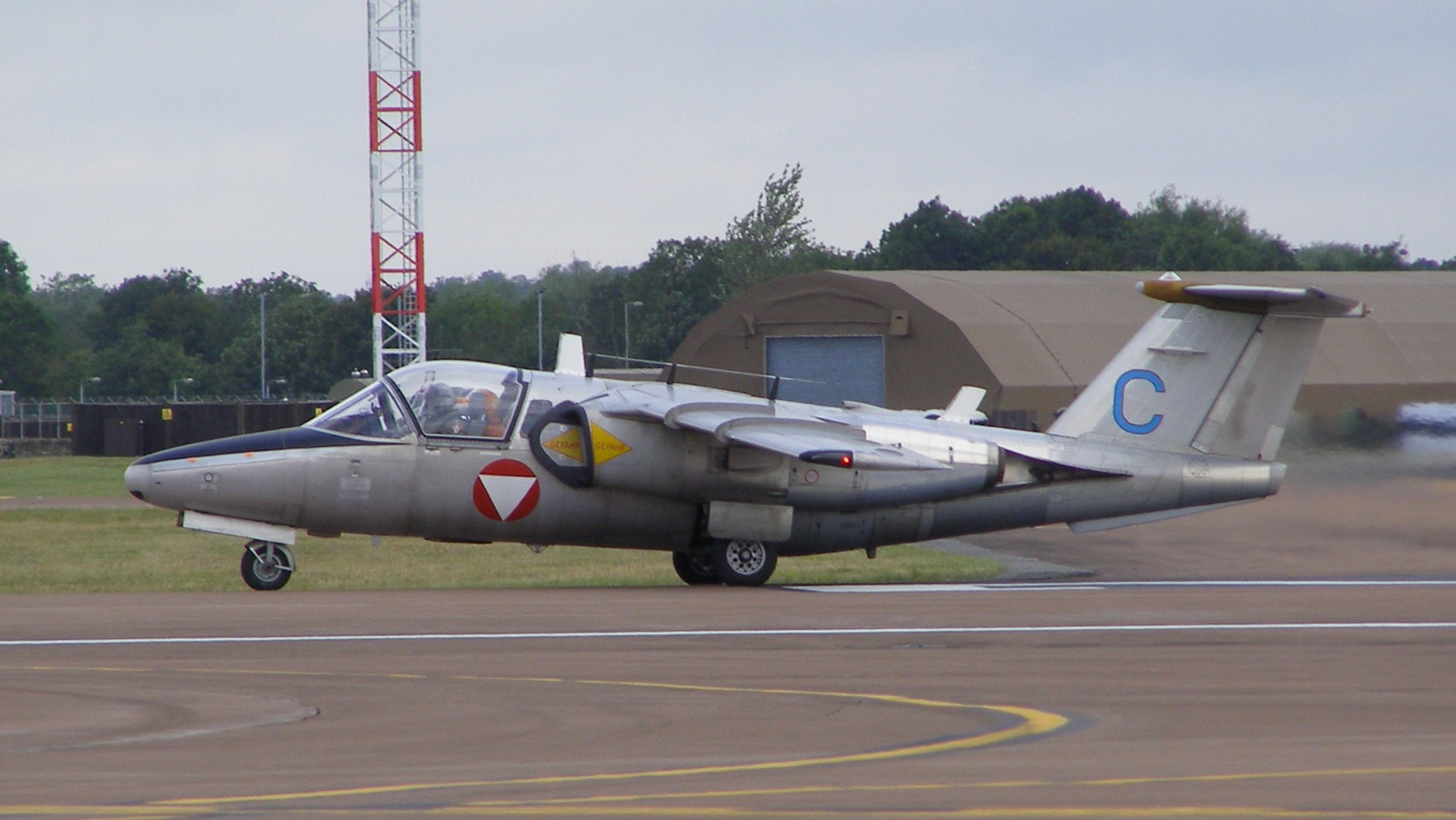
Un Saab 105ÖE autrichien

- SK60B - Biplace d'attaque au sol et d'entraînement avancé (45 exemplaires)
- SK60C - Biplace d'attaque au sol, de reconnaissance et d'entraînement avancé (30 exemplaires)
- SK60D - Quadriplace de liaison (10 exemplaires)
- SK60E - Quadriplace de liaison doté d'une avionique civile
- SK60W RM 15/A-C - Version remotorisée avec deux réacteurs Williams-Rolls FJ44-1C
- 105XT - Version améliorée destinée à l'exportation avec des réacteurs plus puissants General Electric J85-17
- 105ÖE - Version autrichienne du Saab 105XT (40 exemplaires)

## Utilisateurs
- Suède Force aérienne suédoise: 150 × Saab 105 (Sk 60) en service de 1967 à 2020. Numéro de construction C/N 60001–60150. 80 appareils en service en 2014, 35 en 2017, 25 lors de son retrait en juin 2024.
- Autriche Force aérienne autrichienne: 40 × Saab 105XT (Saab 105OE) en service de 1970 à 2020. Numéro de construction C/N 105401–105440. 20 appareils en service en 2016 (13 avions perdus lors de divers accidents).

### Aéronefs comparables
- BAC Jet Provost
- Canadair CT-114 Tutor
- Cessna A-37 Dragonfly
- Cessna T-37 Tweet
- HAL Kiran (en)
- Temco TT Pinto (en)

### Sources
- (en) Le Saab 105 sur AirVectors
- (de) Une page de référence sur les Saab 105 autrichiens
- L'encyclopédie des avions civils et militaires  (trad. Christian Muguet), Nov'Edit, 2004, 446 p. (ISBN 2-915363-17-X et 0-7858-1185-0)
- Jane's Handbooks